# Dungna
Dungna – gewog w dystrykcie Czʽukʽa, w Bhutanie. Według danych z 2017 roku liczyło 1091 mieszkańców.